# Liste de pignons à couteau picard notables
 (décembre 2023).
Si vous disposez d'ouvrages ou d'articles de référence ou si vous connaissez des sites web de qualité traitant du thème abordé ici, merci de compléter l'article en donnant les références utiles à sa vérifiabilité et en les liant à la section « Notes et références ».
Cet article présente une liste de bâtiments à couteau picard.

## Liste de pignons à couteaux picards en Somme, Oise et dans le sud du Pas-de-Calais
| Nom                                      | Partie concernée | Commune (lieu-dit ou quartier)   | Adresse              | Illustration | Remarques |
| ---------------------------------------- | ---------------- | -------------------------------- | -------------------- | ------------ | --------- |
| Bâtisse du Faubourg d'Amiens             |                  | Arras (Faubourg d'Amiens)        | Avenue Kennedy       |              |           |
| Pignon à couteau picard en rouges barres |                  | Arras (Saint-Étienne)            | Rue Aristide Briand  |              |           |
| Demeure                                  |                  | Bailleulmont                     | Rue de l'Église      |              |           |
| Ferme                                    |                  | Breuil-le-Vert (Cannettecourt)   | Rue Neuve            |              |           |
| Demeure                                  |                  | Breuil-le-Vert (Cannettecourt)   | Rue des Rossignols   |              |           |
| Demeure                                  |                  | Breuil-le-Vert (Cannettecourt)   | Rue des Rossignols   |              |           |
| Ferme                                    |                  | Breuil-le-Vert (Cannettecourt)   | Rue de la Mothe      |              |           |
| Demeure                                  |                  | Breuil-le-Vert (Cannettecourt)   | Rue des Rossignols   |              |           |
| Demeure                                  |                  | Breuil-le-Vert (Giencourt)       | Rue Marcel Duchemin  |              |           |
| Demeure                                  |                  | Breuil-le-Vert (Giencourt)       | Rue André Oudin      |              |           |
| Demeure                                  |                  | Breuil-le-Vert (Giencourt)       | Rue du Mont de Crème |              |           |
| Demeure                                  |                  | Étrun                            | Rue du Parvis        |              |           |
| Demeure                                  |                  | Bruay-la-Buissière (Labuissière) | Rue des Charitables  |              |           |
| Demeure                                  |                  | Bruay-la-Buissière (Labuissière) | Rue des Charitables  |              |           |
| Église Saint-Éloi et Saint-Martin        |                  | Bruay-la-Buissière (Labuissière) | Rue des Charitables  |              |           |
| Pignons à couteau picard                 |                  | Dainville                        | Rue d'Arras          |              |           |
| Église Saint-Martin                      |                  | Dainville                        | Rue de l'Église      |              |           |
| Bâtisse à Oroër                          |                  | Oroër                            | Rue Claude           |              |           |
| Pignon à couteau picard en rouges barres |                  | Poix-de-Picardie                 | Rue Porte-Boiteux    |              |           |
| Pignons à couteau picard                 |                  | Poix-de-Picardie                 | Rue Notre Dame       |              |           |
| Pignon à couteau picard                  |                  | Poix-de-Picardie                 | Rue Porte-Boiteux    |              |           |
| Maison Médiolanaise                      |                  | Saint-Nicolas                    | Rue de Douai         |              |           |
| Maison Médiolanaise                      |                  | Saint-Nicolas (Ryonval)          | Rue des 4 Maisons    |              |           |
| Ferme                                    |                  | Sainte-Catherine (Ryonval)       | Rue des 4 Maisons    |              |           |
| Ancienne ferme                           |                  | Sainte-Catherine                 | Chaussée Brunehaut   |              |           |

## Liste des pignons à couteaux picards en Wallonie picarde
| Nom                     | Partie concernée | Commune (lieu-dit ou quartier)  | Adresse             | Illustration | Remarques |
| ----------------------- | ---------------- | ------------------------------- | ------------------- | ------------ | --------- |
| Pignon à couteau picard |                  | Tournai (Faubourg Saint-Martin) | Chemin de Willemeau |              |           |
| Ancienne Ferme          |                  | Tournai (Faubourg Saint-Martin) | Chemin de Willemeau |              |           |
| Ferme                   |                  | Tournai (Faubourg Saint-Martin) | Chemin de Willemeau |              |           |
| Demeure                 |                  | Saint-Maur                      | Place de Saint-Maur |              |           |